# 靈異遊樂園：無路可逃
《靈異遊樂園：無路可逃》（英語：Dead End: Paranormal Park）是一部美國動畫奇幻恐怖喜劇電視連續劇，由英國作家哈米甚·斯蒂爾(Hamish Steele) 為Netflix創作，改編自圖像小說的影集《DeadEndia》史蒂爾與Cartoon Hangover的太酷了！卡通網路短片「死胡同」。該劇由眨眼工業製作，於2022年6月16日首播。2023年1月13日，斯蒂爾宣布該劇已被停播。

## 故事概要
該劇講述了當地主題公園鳳凰公園(Phoenix Parks)的最新員工巴尼(Barney)和諾瑪(Norma)的故事，這是一個由著名名人寶琳·菲尼克斯(Pauline Phoenix)創建的多莉山式公園。在巴尼兒時的狗普格斯利和一千歲的魔鬼考特尼的陪伴下，他們發現了超自然的世界，同時也了解了關於自己的新事物。

## 主角與配音
以下角色中文譯名以NETFLIX中文(繁體)字幕版為主。
- 札克·巴拉克（英语：Zach Barack）飾演巴尼·格特曼(Barney Guttman)，一位17歲的男同性戀和跨性別美國猶太男孩，因為與家人的複雜關係而去主題公園逃避。[12][13]
- 科迪·卡維薩(Kody Kavitha)飾演諾瑪·汗(Norma Khan)，一名17歲雙性戀、有自閉症的巴基斯坦裔美國人（英语：Pakistani Americans），因為喜歡寶琳·菲尼克斯拍攝的電影而在公園找到了一份工作。[14][15]
- 亞歷克斯·布萊曼（英语：Alex Brightman）飾演八哥西(Pugsley)，巴尼的巴哥犬。由於被名為特梅盧克斯（英语：Temeluchus）的魔王附身，他能夠說話並擁有魔法能力。
  - 布萊曼也扮演了特梅盧克斯和守望者。
- 艾蜜莉·奧斯蒙飾演寇特尼(Courtney)，一個千年魔鬼。她被趕出家門，並希望能找到回家的方法。[16]
- 克林頓·洛伊普（英语：Clinton Leupp）飾演寶琳·菲尼克斯(Pauline Phoenix)，一位著名女演員，也是菲尼克斯公園的前老闆。[17]
- 肯尼·陳(Kenny Tran)飾演羅根·阮(Logan Nguyen)，他是公園的健康和安全官員。他是一位同性戀越南裔美國人，對巴尼產生了感情。[18]
- 凱瑟琳·哈瓦里（英语：Kathreen Khavari）飾演巴迪亞·哈桑(Badyah Hassan)，諾瑪友善且愛諷刺的最好朋友。為穆斯林，是伊朗裔美國人（英语：Iranian-American）。[19]
- 米凱拉·潔·羅德里奎斯飾演撒共，一個吸血鬼魔鬼，也是特梅盧克斯的妹妹和惡魔王同伴。
- 凱倫·丸山（英语：Karen Maruyama）飾演芭伯拉·溫斯洛(Barborah Winslow)，寶琳·菲尼克斯的前主持人之一，也是菲尼克斯公園的現任擁有者。
- 派崔克·史坦普飾演喬什(Josh)，公園的一名保全。
- 塔克·錢德勒(Tucker Chandler)飾演帕特裏克·古特曼(Patrick Guttman)，巴尼的弟弟。
- 凱特琳·羅布洛克（英语：Kaitlyn Robrock）飾演洛克茜·格特曼(Roxanne Guttman)，巴尼的母親。
- 娜塔莎·錢德爾(Natasha Chandel)飾演史華蒂·汗(Swati Khan)，諾瑪的母親。
- 西·尼爾森(Cee Nelson)飾演文斯(Vince)，帕特裏克的朋友之一。
- 當歸·羅斯（英语：Angelica Ross）和莎曼珊·傑恩(Samantha Jayne)飾演瑪姬和瑪莉(Margie and Marly)，一對老年女同性戀夫婦。
- 比利·法摩爾（英语：Bill Farmer）飾演切斯特·菲尼克斯(Chester Phoenix)，寶琳·菲尼克斯的前夫之一。
- Z嬰兒(Z Infante)飾演朱爾斯(Jules)，一個非二元幽靈。
- 凱馬·鮑勃（英语：Kemah Bob）飾演亨麗埃塔(Henrietta)，一個球體幽靈。
- 傑米·德米特里奧（英语：Jamie Demetriou）飾演手指天使(Fingers)，一條蛇形天使，類似一條巨大的手臂，從第四維度派來監視普格斯利。
- 艾菲 (摔角手)（英语：Effy (wrestler)）飾演阿斯摩太，一個魔鬼摔跤手。
- 海利·喬·奧斯蒙飾演丹尼(Danny)，一名墮天使工人。
- 皮奧特·邁克爾(Piotr Michael)飾演帕爾(Pael)，第四維度的天使長。

## 發展過程和發行
2020年8月17日，史蒂爾解釋了該劇與2014年Cartoon Hangover的最初版本以及隨後的圖畫小說相比有何變化，並表示自己對在節目中為LGBT角色而奮鬥的製片人表示感謝，並補充說“Netflix絕對沒有對代表問題進行任何抵制”，同時將巴尼描述為跨性別男性角色。他還希望該劇能夠幫助“更多的跨性別創作者有機會講述自己的故事”，同時暗示劇中除了巴尼之外的其他LGBTQ角色。在另一次採訪中，他感謝Netflix高層在推動節目多樣性的同時讓他們實現節目的多樣性，並推動他「講述我想講的故事」。他表示所有劇本都經過了GLAAD審查，並表示他迫不及待地想讓人們認識巴尼。珍·魯丁(Jen Rudin)是該劇的選角主管。
朱利安·蓋德蒂(Julian Guidetti)是節目的作曲家，並收錄了派崔克·史坦普創作的原創歌曲。2023年1月，他透露該劇已於2019年向Netflix推介，並且該劇並不是他所寫漫畫的「逐字改編」。
該劇原定於2021年秋季在Netflix首播。
2021年8月，斯蒂爾指出了該劇中跨性別角色的重要性，希望該劇能夠針對英國的跨性別恐懼症採取立場，並指出該劇中有“多個跨性別演員和工作人員」。2021年10月23日，Netflix保留了該系列新名稱的商標：「靈異遊樂園：無路可逃」。
2022年5月19日，該劇的預告片首播，並確認該劇將於2022年6月16日首播。《Out》的梅伊·魯德(Mey Rude) 表示，預告片“讓這部劇看起來很棒”，並表示該劇以酷兒和變性人角色為特色，“透過重要的故事情節」講述了這些身份。 
第一季於2022年6月16日首播。
2022年7月，該劇上映後，史蒂爾認為該系列是像《無盡列車》一樣的青少年動畫，並希望未來能夠擴展該類型。2022年9月6日，第二季確認將於10月13日上映。第二季於10月13日首播。2023年1月13日，斯蒂爾宣布Netflix取消了該劇。
2023年1月17日，斯蒂爾在Gizmodo上撰寫客座專欄，稱取消意味著“故事無法在銀幕上結束”，並補充說“電視製作的政治”意味著創作者“永遠不會保證按照你的條件結束事情”，這與寫作網絡漫畫和圖畫小說不同。

## 集數

### 系列概覽
| 季數 | 集数 | 集数 | 上線日期       | 上線日期       |
| ---- | ---- | ---- | -------------- | -------------- |
| 1    | 10   | 10   | 2022年6月16日  | 2022年6月16日  |
| 2    | 10   | 10   | 2022年10月13日 | 2022年10月13日 |

### 第1季(2022)
| 總集數 | 集數 （季） | 標題                                                  | 導演        | 編劇                           | 首播日期      |
| ------ | ----------- | ----------------------------------------------------- | ----------- | ------------------------------ | ------------- |
| 1      | 1           | 那件事 The Job                                        | 莉茲·惠特克 | 妮可·帕格利亞及哈米甚·斯蒂爾   | 2022年6月16日 |
| 2      | 2           | 隧道 The Tunnel                                       | 莉茲·惠特克 | 妮可·帕格利亞及伊利亞·W·哈里斯 | 2022年6月16日 |
| 3      | 3           | 相信我 Trust Me                                       | 莉茲·惠特克 | 福泉·阿赫塔爾                  | 2022年6月16日 |
| 4      | 4           | 活小孩之夜 Night of the Living Kids                   | 莉茲·惠特克 | 珍·巴德科夫                    | 2022年6月16日 |
| 5      | 5           | 七月聖誕夜驚魂 The Nightmare Before Christmas in July | 莉茲·惠特克 | 米婭·雷塞拉                    | 2022年6月16日 |
| 6      | 6           | 等候時間：22分鐘 Wait Time: 22 Minutes                | 莉茲·惠特克 | 布萊迪·李-甘迺迪               | 2022年6月16日 |
| 7      | 7           | 諾瑪·汗：靈異偵探 Norma Khan: Paranormal Detective    | 莉茲·惠特克 | 妮可·帕格利亞                  | 2022年6月16日 |
| 8      | 8           | 寶琳·菲尼克斯體驗 The Pauline Phoneix Experience      | 莉茲·惠特克 | 布萊迪·李-甘迺迪               | 2022年6月16日 |
| 9      | 9           | 樂園魅影 The Phantom of the Theme Park                | 莉茲·惠特克 | 哈米甚·斯蒂爾及妮可·帕格利亞   | 2022年6月16日 |
| 10     | 10          | 投身火焰 Into the Fire                                | 莉茲·惠特克 | 妮可·帕格利亞                  | 2022年6月16日 |

### 第2季(2022)
| 總集數 | 集數 （季） | 標題                                       | 導演        | 編劇                                  | 首播日期       |
| ------ | ----------- | ------------------------------------------ | ----------- | ------------------------------------- | -------------- |
| 11     | 1           | 帶天使去打保齡球 Take the Angels Bowling   | 莉茲·惠特克 | 妮可·帕格利亞                         | 2022年10月13日 |
| 12     | 2           | 邪惡雙胞胎也是人 Evil Twins Are People Too | 莉茲·惠特克 | 珍·巴德科夫                           | 2022年10月13日 |
| 13     | 3           | 巴尼的考驗 The Trials of Barney            | 莉茲·惠特克 | 伊利亞·W·哈里斯                       | 2022年10月13日 |
| 14     | 4           | 啃老 Eat the Parents                       | 莉茲·惠特克 | 福泉·阿赫塔爾                         | 2022年10月13日 |
| 15     | 5           | 要搭一輩子 The Ride of a Lifetime          | 莉茲·惠特克 | 布萊迪·李-甘迺迪                      | 2022年10月13日 |
| 16     | 6           | 我的超級甜密1600歲 My Super Sweet 1600     | 莉茲·惠特克 | 米婭·雷塞拉                           | 2022年10月13日 |
| 17     | 7           | 娃娃大軍 All Dolled Up                     | 莉茲·惠特克 | 珍·巴德科夫                           | 2022年10月13日 |
| 18     | 8           | 另一邊 The Other Side                      | 莉茲·惠特克 | 米婭·雷塞拉                           | 2022年10月13日 |
| 19     | 9           | 往上 Going Up                              | 莉茲·惠特克 | 妮可·帕格利亞及迪維亞·薩赫德瓦-馬爾德 | 2022年10月13日 |
| 20     | 10          | 觀察者的考驗 The Watcher's Test            | 莉茲·惠特克 | 哈米甚·斯蒂爾                         | 2022年10月13日 |

## 迴響
該系列受到積極好評。數碼間諜的大衛·奧佩 (David Opie) 認為該系列滿足了“對可愛的酷兒動畫的無盡需求”，並指出了其他包含酷兒故事的動畫系列。《好萊塢報道》的艾比·懷特(Abbey White)表示，該系列對於動畫系列而言並不是“典型”，指出“演員陣容具有“種族、性別和性取向多樣化”，並認為該系列打破了流派，並且“喜劇、恐怖和成長同等重要。”《Skwigly》的主編班·米切爾(Ben Mitchell)稱該劇為“適合年輕觀眾的恐怖喜劇”，並讚揚了精心塑造的角色和在製作設計中“對細節的難以置信的關注”。《Paste (雜誌)》的魯本·巴倫(Reuben Baron)稱該系列為“開創性”，並認為美國參議員羅傑·馬紹爾、邁克·李、邁克·布勞恩、史蒂夫·戴恩斯和凱文·克拉默要求對新內容發出警告，因為該劇以跨性別主角為中心。巴倫批評該系列沒有抓住《DeadEndia》漫畫的“視覺魅力”，並表示該系列“淡化”了漫畫中的一些主題，同時讚揚了該系列中自閉症的描寫和治療。
The Gamer的玉·金(Jade King)認為該系列是“令人愉快的酷兒”，並表示它是一場“溫暖、舒適、詭異的動畫冒險”。她還讚揚了該劇的角色發展，並表示該劇不應被忽視。The Verge的查爾斯·普利亞姆-摩爾(Charles Pulliam-Moore)稱該系列是酷兒創作者“在獲得資源和自由來講述自己故事時”可以做的事情的“光輝典範”，並表示該系列的存在在“最近其他進步思想的動畫片”對現代動畫的影響，並希望Netflix續訂該系列。Mashable的克里斯蒂·普奇科(Kristy Puchko)稱其為“充滿動感且溫馨的冒險動畫片”，體現了LGBTQ的形象，並且忠於原著。《每日野獸》的巴里·萊維特(Barry Levitt)稱該系列是一次“令人難以置信的有趣旅程”，“每一幀都充滿了明亮而誘人的色彩和迷人的角色設計”，並表示跨性別恐懼言論不斷增加的情況下，該系列的問世是一個「奇蹟」。